# Poustevna

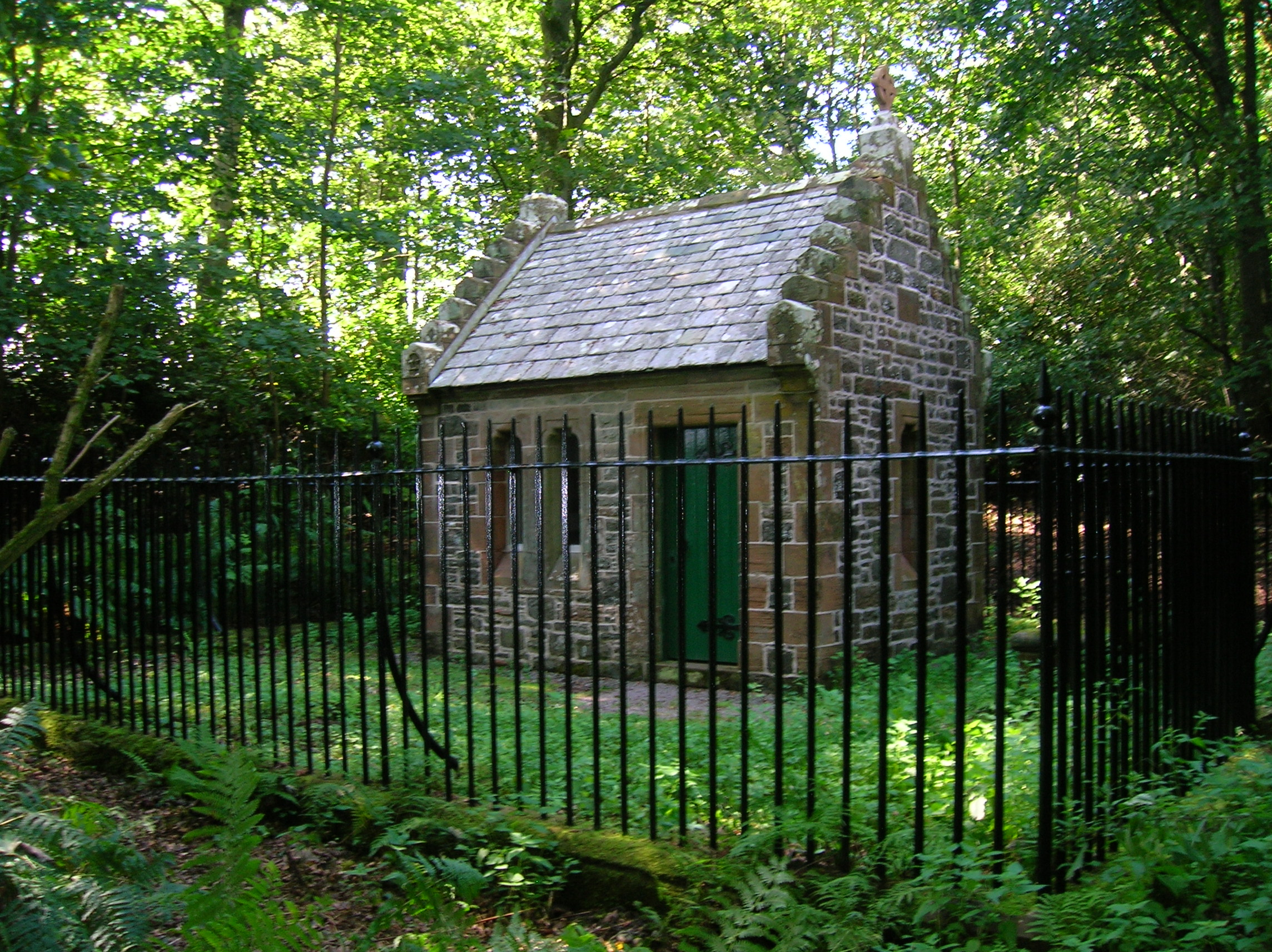
Rekonstruovaná poustevna ve Skotsku

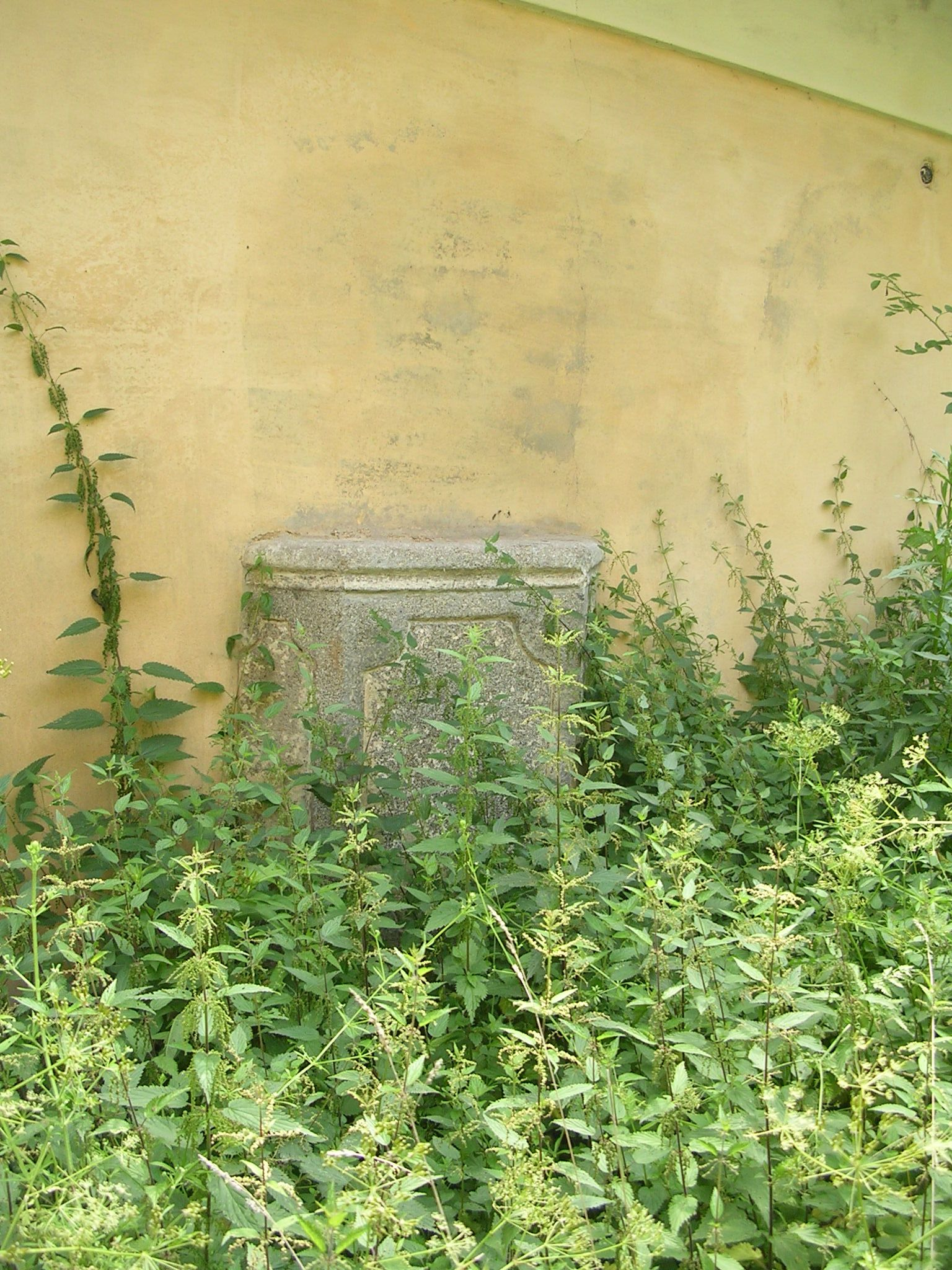
Zazděná kazatelna z vnější strany bývalé kaple na Poušti svatého Marka u Vysokého Chlumce na Sedlčansku, přestavěné na hájovnu

Poustevna (eremitáž) je obydlí poustevníka. Někdy je součástí poustevny i kaple. Stávaly zpravidla v odlehlých místech. V době rozkvětu poustevnictví se některé poustevny staly oblíbenými poutními místy a případně se i rozrostly o klášter, kostel a podobně. Původně byly poustevny jednoduchá obydlí, která si poustevníci budovali sami. Později, zejména v barokní době, byly často poustevny zřizovány plánovitě panstvem, podobně jako kláštery.
V Čechách roku 1725 pražský arcibiskup Ferdinand hrabě Khünburg prosadil zřízení bratrstva ivanitů a zákaz neorganizovaného poustevničení, Marie Terezie zakázala bratrstvu přijímat nové členy a Josef II. roku 1782 bratrstvo svým patentem zrušil a poustevnický život zakázal. Mnoho míst v Čechách je však s působením poustevníků spjato a to se odráží i v mnoha dochovaných místních názvech.